# Armée perse sous Darius III

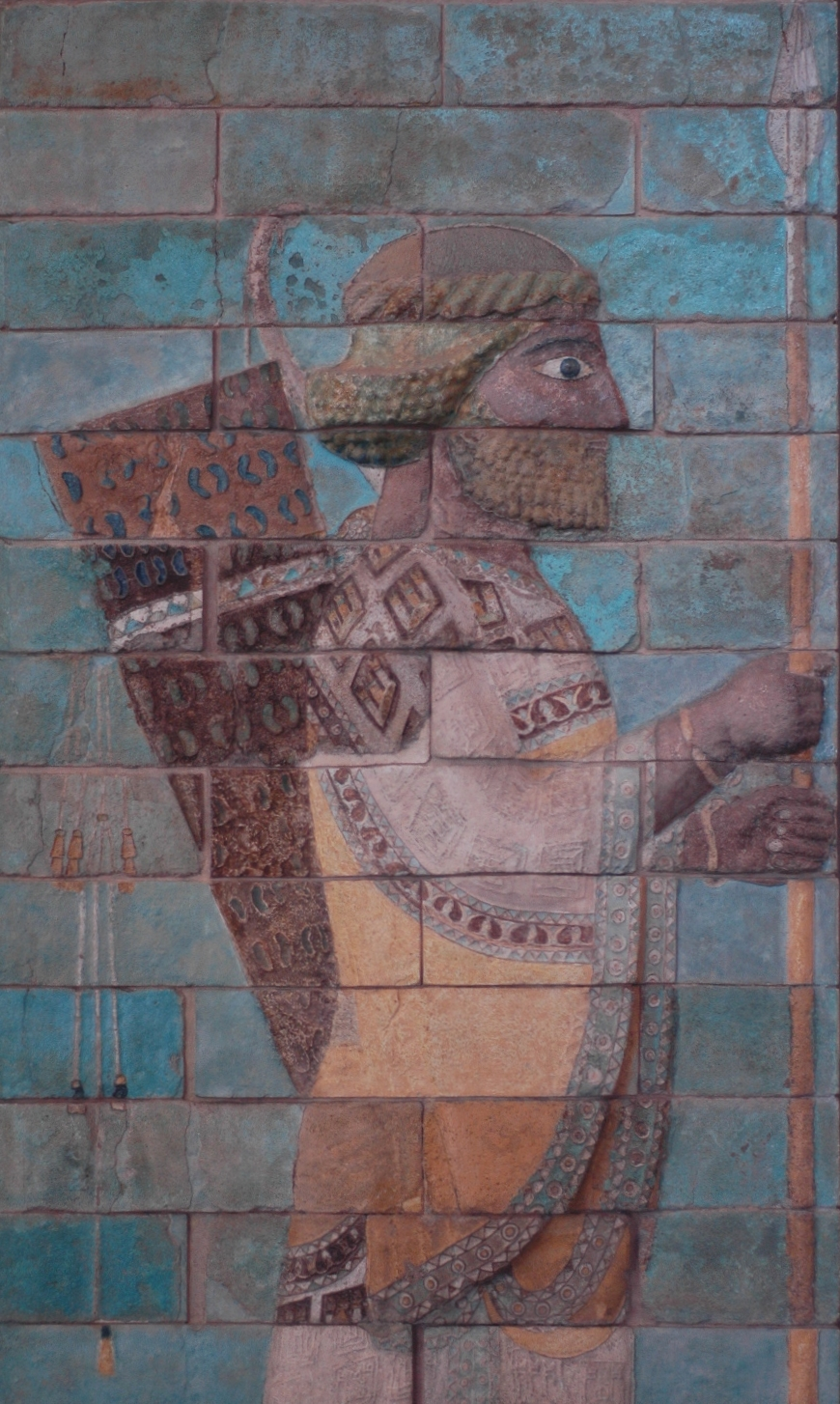
Lancier perse, palais de Darius Ier à Suse, peut-être un Mélophore.

L'armée perse de Darius III a été opposée à l'armée macédonienne d'Alexandre le Grand de 334 à 330 av. J.-C. Elle a été vaincue aux batailles du Granique, d'Issos et de Gaugamèles, victime de son impréparation et des erreurs stratégiques commises par Darius. 

## Effectifs
Les effectifs délivrés par les auteurs anciens sont très divergents, et parfois peu vraisemblables. Certains, comme Arrien par exemple, vont jusqu'à affirmer que Darius III aligne à Gaugamèles près d'un million de fantassins, 40 000 cavaliers et 200 chars à faux. La critique moderne a beaucoup diminué ces chiffres, 200 000 à 300 000 semble un maximum, sans doute moins. À Issos aux 25 000  à   30 000 hommes d'Alexandre, Darius en oppose 100 000 dont une moitié à peine prend part à la bataille. L'armée perse reste néanmoins plus nombreuse que l'armée macédonienne. Il s'agit cependant d'une armée bien moins homogène que l'armée macédonienne et qui n'a qu'une faible expérience du combat.

## Cavalerie

### Cavalerie lourde

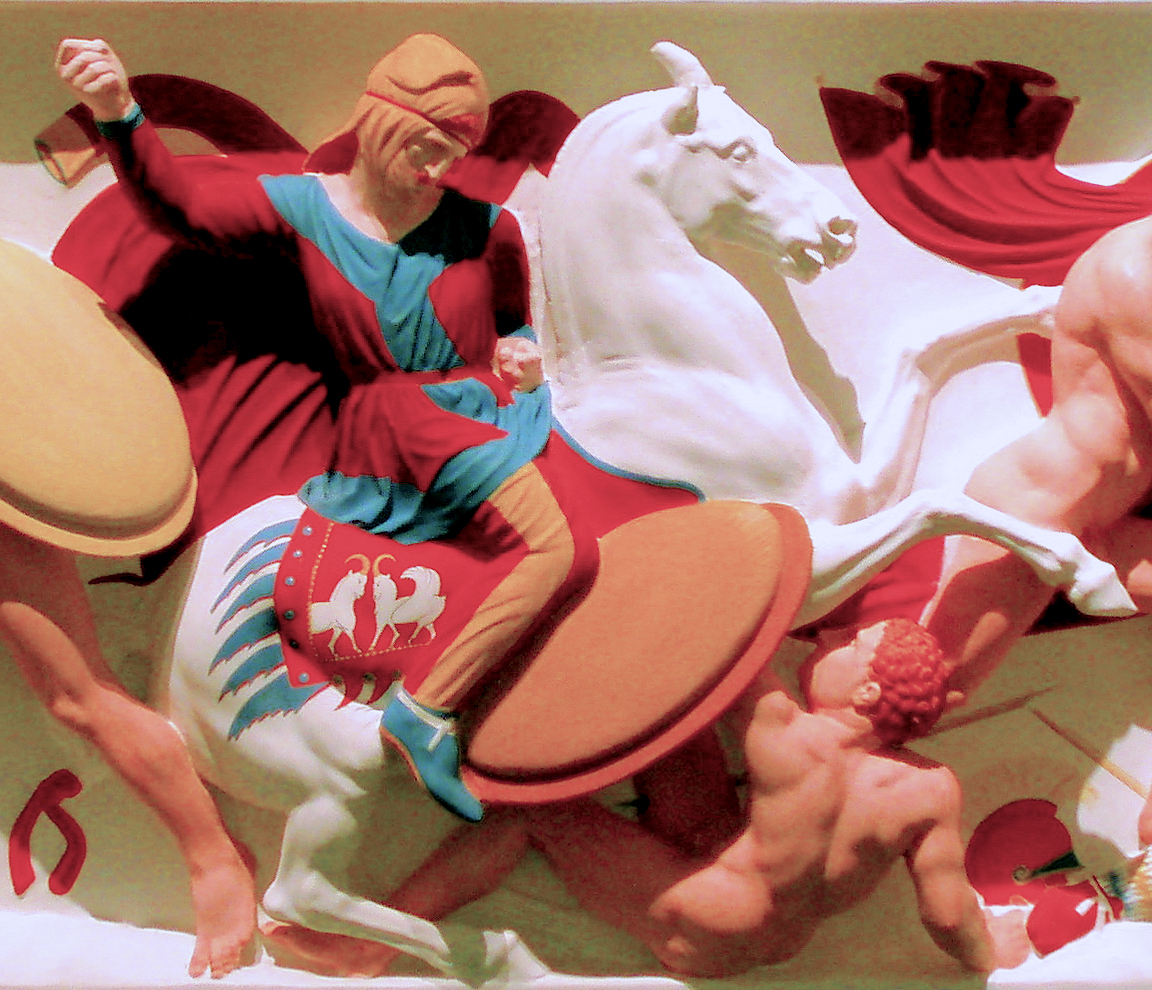
Reconstitution d'un cavalier perse d'après le sarcophage d'Alexandre.

Les corps de cavalerie sont très nombreux dans l'armée perse. Il y a bien sûr les Perses eux-mêmes dont les cavaliers sont équipés d'une armure en cuir ou en tissu molletonné, sur laquelle on fixe des écailles de métal afin de protéger la poitrine, l'abdomen, le dos et les épaules. Elle était souvent portée sous une tunique généralement de couleurs vives. Chaque cavalier porte deux poltons, une javeline de 1,5 mètre environ, parfois 1,8 mètre dont la pointe est en fer ou en bronze. En armes de contact, ces cavaliers utilisent soit une épée courte (assez similaire au kopis grec) soit une longue dague (l'akenakes) soit divers types de haches.
Certains cavaliers sont équipés plus lourdement que la majorité et montent des chevaux en partie protégés par une cuirasse composée d'une couverture en cuir recouverte d'écaille de bronze et attachée à la base du cou du cheval et à la ceinture du cavalier. Cette protection, qui se nomme parameridia protège les flancs du cheval et les jambes du cavalier, ce sont les débuts de la technique des cataphractaires, d'origine scythique. Sur la tête du cheval on fixe un bonnet de cuir recouvert lui aussi d'écailles de bronze qui la protège des oreilles aux nasaux. Quant au poitrail de l'animal il est abrité d'une armure de cuir recouvert de lamelles de bronze. Les cavaliers ont un casque métallique, soit de type grec soit de forme conique, et une cuirasse de bronze. Ce sont surtout les peuples scythiques d'Asie centrale : les Massagètes et les Bactriens, placés à l'aile gauche lors de la bataille de Gaugamèles, ainsi que les Cappadociens de l'aile droite qui sont ainsi équipés.

### Cavalerie légère
Les Scythes sont des archers à cheval qui utilisent un arc composite court et incurvé, souvent fabriqué à partir de matériaux très divers tels les nerfs d'animaux (pour la corde), de corne, de bois... Les flèches, légères et peintes en rouge ou en blanc possèdent une pointe en bronze ou en fer et sont disposées dans un gorytos, étui pendu à la ceinture du côté gauche et qui contient plus de 200 flèches. Leur deuxième arme est soit une dague soit une hache, rarement le javelot. Ils sont facilement identifiables à leurs tissus en laine, soie, feutrine ou cuir de couleur éclatante (bleu, blanc, jaune, pourpre...). Certains Scythes se battent à pied essentiellement et utilisent alors une hache et leur bouclier caractéristique : ovale, en bois et recouvert de peau.
Les Sakas, appelés aussi Massagètes par Hérodote, peuple scythe d'Asie centrale, adoptent, outre l'arc scythe, une hache à tête de pioche équilibrée du côté opposé par une tête de marteau, ainsi qu'une longue épée. Il faut noter enfin la présence de cavaliers d'Arachosie (région de Kandahar actuelle au sud de l'Afghanistan) armés de javelots et de courtes haches et des premières mentions d'archers montés Parthes lesquels combattent généralement avec les Mèdes les deux peuples se mélangeant aisément.

### Chars et éléphants de guerre

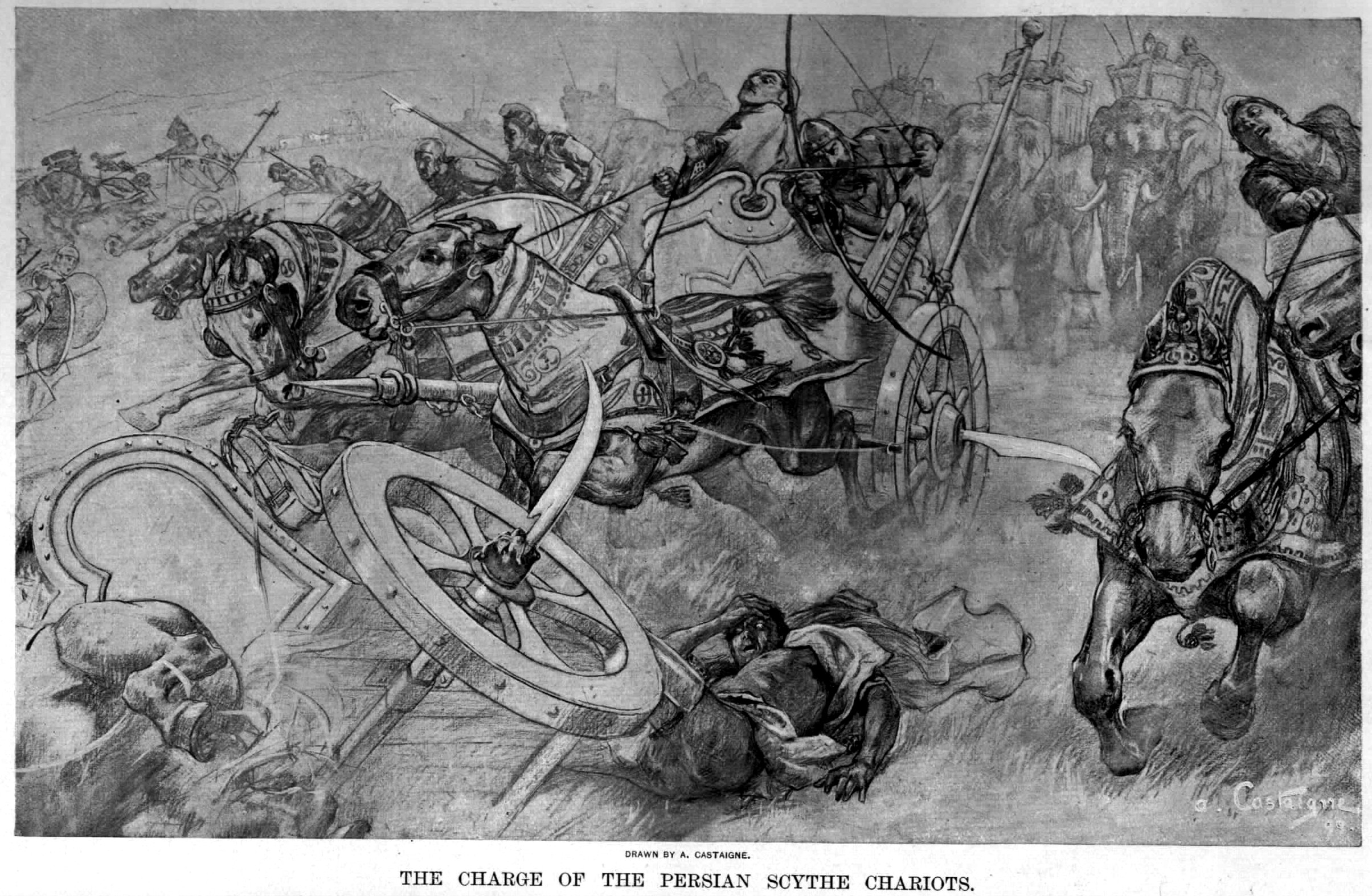
Charge des chars à faux perses à la bataille de Gaugamèles.

Darius III aligne 200 chars à faux à Gaugamèles et fait enlever les pierres de la plaine pour faciliter leurs mouvements. Il les place au centre de son dispositif afin d'attaquer de front la phalange macédonienne. Le premier choc des chars à faux est meurtrier pour les phalangites, mais rapidement ceux-ci pointent leurs sarisses sur les conducteurs de chars et brisent leur assaut. Darius se tient lui-même juché sur son char au milieu du bataillon des Parents du Roi. Par deux fois, à Issos et à Gaugamèles, il doit fuir face à l'attaque frontale des cavaliers macédoniens, ce qui tend à montrer l'inadaptabilité de cette arme de guerre, prestigieuse, mais peu efficace à l'arrêt.
Darius dispose à Gaugamèles d'une troupe de 15 éléphants de guerre, originaires des satrapies indiennes, qu'il place au centre de son dispositif en soutien des chars à faux. Leur contribution à la bataille n'est pas cruciale. Il faut attendre la bataille de l'Hydaspe pour voir les Macédoniens affronter pour la première fois une véritable armée d'éléphants.

## Infanterie

### Infanterie légère
Bien qu'elle soit numériquement très nombreuse, l'infanterie n'a pas pour les souverains achéménides l'importance des gens de cheval. Elle est essentiellement composée d'une infanterie légère comprenant des javeliniers, des frondeurs et des archers, dont les fameux archers perses et frondeurs rhodiens. Les Perses distinguent les kardakes (en) (ou Cardaces) qui sont des fantassins ne portant pas d'armure, équipés de javelots, d'arcs ou alors d'une kopis et d'un bouclier. À Issos, on estime que Darius dispose d'au moins 20 000 Kardakes, recrutés surtout en Babylonie. Ils doivent par un armement similaire aux peltastes faire contrepoids à la supériorité de l'infanterie macédonienne. Il convient de remarquer que l'arc perse possède une grande taille pour les canons de l'époque, environ 1,20 mètre. Xénophon note que les archers perses tirent plus loin que les Crétois pour ajouter ensuite que c'est sans doute la conséquence de flèches plus légères. Pour autant, lors des confrontations avec l'armée d'Alexandre, l'infanterie légère perse a été balayée par la phalange macédonienne.

### Infanterie lourde et Immortels

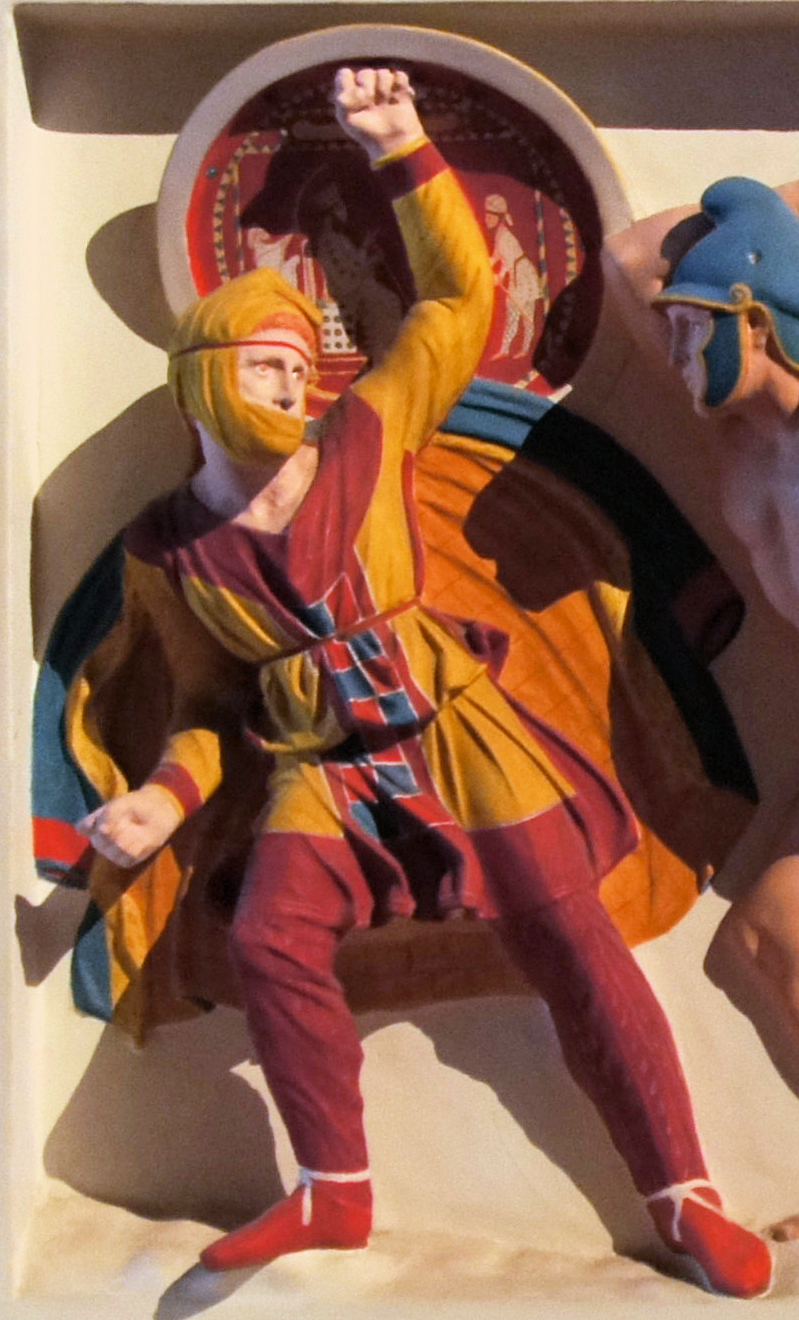
Reconstitution d'un fantassin perse d'après le sarcophage d'Alexandre

L'infanterie lourde perse est principalement composée de mercenaires grecs armés en hoplites. Ils proviennent essentiellement d'Athènes, cité traditionnellement hostile à la Macédoine. Au Granique, l'infanterie hoplitique mercenaire, privée du soutien de la cavalerie perse, est prise en étau, et systématiquement massacré. Sur 10 000 mercenaires grecs seulement 2 000 survivent et sont envoyés aux travaux forcés. Darius dispose également d'une infanterie lourde venant de l'Empire.
L'armée perse compte depuis Cyrus Ier un bataillon de 10 000 mélophores, appelés aussi Immortels par Xénophon, recrutés parmi la noblesse perse. Il s'agit de lanciers et d'archers d'élite, ornés de luxueuses parures, qui forment la garde à pied du roi. Darius les aligne au centre de son dispositif aux batailles d'Issos et de Gaugamèles. Leur courage et leur fidélité à Darius sont certains mais leur apport n'a pas été décisif.

## Tactiques militaires
La tactique privilégiée par Darius est celle de l'enveloppement par les deux ailes grâce à sa cavalerie, alors qu'Alexandre préfère la percée au centre en profitant des brèches créées sur les ailes adverses par sa cavalerie lourde. Darius parie donc sur sa cavalerie, en nette supériorité numérique. Pourtant à Issos, n'écoutant pas ses conseillers grecs, il place son armée sur un site qui n'est pas favorable aux manœuvres de cavalerie : son aile droite, opposée à la cavalerie thessalienne, est bloquée le long du rivage et ne peut de ce fait réussir l'encerclement. À Gaugamèles, Darius choisit cette fois-ci un terrain favorable, mais la force d'impact des Macédoniens et le brusque changement de direction d'Alexandre qui fonce sur le centre de l'armée perse empêchent toute tentative d'enveloppement. Quant à la défaite du Granique (et au massacre des mercenaires grecs placés à l'arrière sans ordres véritables), elle n'est pas seulement imputable à Darius, même si celui-ci a ordonné aux satrapes d'affronter Alexandre sans préparatifs suffisants. Au moment du débarquement de l'armée macédonienne en Phrygie hellespontique, il ne désigne en effet pas de commandant en chef, laissant se développer les divergences stratégiques entre les satrapes et les généraux dont Memnon de Rhodes, le chef des mercenaires grecs, qui conseille sans succès de pratiquer la terre brûlée et de contraindre les Macédoniens à se battre à l'intérieur du pays.
Finalement, on peut considérer que tout au long des conquêtes d'Alexandre, la stratégie macédonienne, fondée sur l'astuce et la surprise, ainsi que la puissance de choc de la cavalerie et de la phalange, ont prévalu sur l'« esprit chevaleresque » des Perses.

## Sources antiques
- Arrien, Anabase [lire en ligne].
- Diodore de Sicile, Bibliothèque historique [détail des éditions] [lire en ligne], XVII.
- Plutarque, Vies parallèles [détail des éditions] [lire en ligne], Alexandre.